# Georges Vallerey
Georges Vallerey (ur. 2 grudnia 1902 w Lorient, zm. 11 czerwca 1956 w Casablance) – francuski pływak, olimpijczyk.
Na Igrzyskach Olimpijskich w 1924 wystartował na dystansie 200 m stylem klasycznym.
Ojciec olimpijczyków Gisèle i Georges’a.